# Cascade Maniquet
La cascade Maniquet est une chute d'eau de l'île de La Réunion, département d'outre-mer français dans le sud-ouest de l'océan Indien. Elle est située sur le cours d'un affluent de la rivière Saint-Denis. Ce faisant, elle relève du territoire de la commune de Saint-Denis, le chef-lieu. Elle est également située à la frontière du parc national de La Réunion.